# 财政部
财政部是現代政府内阁的部门，是现代各国政府的重要部门。财政部的负责长官财政部长也因此是各国政府中的重要职位。
财政部一般负责制定政府预算、经济政策和金融监管等事务，但各国的部门和官职设置、名称都有不同。例如政府预算可能由一个分别的财务部门协管，经济政策可能由独立的中央银行协管，金融监管可能由财政部或其他部门下辖的专门部门管理等。由于近代政府财政的复杂性，财政部可能同时由数个部长负责。在联邦制国家，各州／省政府也设有财政部。
财政部、财政部长在一些主要国家和地区的称谓包括：
- 中华人民共和国：中华人民共和国财政部、財政部長。
  - 香港特別行政區的相應機構和官職是財經事務及庫務局、財政司司長（最主要有關財政及經濟事務官員）、財經事務及庫務局局長（專責有關公共財政與財經監管政策局的官員）。
- 中華民國：中華民國財政部、財政部長
- 美国：财政部（直译：「国库部」）、财政部长（直译：「国库部长」）。
- 英國：國王陛下財政部（直译：「陛下国库」）、财政大臣（直译：「税收监理官」）。
- 日本：財務省（2001年之前为大藏省）、財務大臣（2001年之前为大藏大臣）。
- 德國：联邦财政部（德語：Bundesministerium der Finanzen）、财政部长（德語：Bundesminister der Finanzen）。
- 澳大利亚：現時澳州有兩個會被翻譯為財政部的部門，分別是國庫部（英語：Department of the Treasury）及財政部（英語：Department of Finance），兩個部門的首長分別是國庫部長（英語：Treasurer）及財政部長（英語：Minister for Finance）[1]。
- 加拿大：财政部（英語：Department of Finance）、财政部长（英語：Minister of Finance）。
- 俄罗斯：财政部（俄語：Министерство финансов）、财政部长（俄語：министр финансов）。
- 韓國：企划财政部、企劃財政部長（：／ Gihwekjaejeongbu janggwan */?）。
- 朝鮮：财政省、财政相。

此外，欧盟委员会的相应机构和官职分别是：经济与金融事务总局（英語：Directorate-General for Economic and Financial Affairs）和经济与货币事务及欧元委员（英語：Commissioner for Economic and Monetary Affairs and the Euro）。
英国、澳大利亚、加拿大、新西兰等英联邦国家的财政部长都是内阁中除总理（首相）外最有权威的部长（大臣）职位。

## 各国财政部列表
- 阿尔巴尼亚：阿爾巴尼亞財政部（英语：Ministry of Finance (Albania)）
- 阿尔及利亚：阿爾及利亞財政部（法语：Ministère des Finances (Algérie)）
- 安哥拉：安哥拉財政部长（英语：Minister of Finance (Angola)）
- 阿根廷：阿根廷經濟生產部（西班牙语：Ministerio de Economía y Finanzas Públicas (Argentina)）
- ：澳洲財政部
- 巴哈马：巴哈馬財政部
- ：孟加拉財政部長（英语：Minister of Finance (Bangladesh)）
- 巴西：巴西財政部
- 保加利亚：保加利亞財政部
- 加拿大：加拿大財政部
- 智利：智利財政部（西班牙语：Ministerio de Hacienda de Chile）
- 賽普勒斯：塞浦路斯财政部长（希臘語：Υπουργείο Οικονομικών της Κύπρου）
- 捷克：捷克財政部
- 丹麦：丹麦财政部（丹麥語：Finansministeriet）
- ：多米尼加共和國財政部（英语：Ministry of Finance (Dominican Republic)）
- 埃及：埃及財政部（英语：Ministry of Finance (Egypt)）
- 衣索比亞：財政和經濟發展部（英语：Ministry of Finance and Economic Development (Ethiopia)）
- 芬兰：芬蘭財政部長（英语：Minister of Finance (Finland)）
- 法國：法國經濟財政部
- 德国：德國聯邦財政部
- 希腊: 希臘財政部
- 匈牙利：匈牙利財政部長（英语：Minister of Finance of Hungary）
- 冰島：冰島財政部（英语：Ministry of Finance (Iceland)）
- 印度：印度財政部（英语：Ministry of Finance (India)）
- 印度尼西亞：印度尼西亚財政部（印度尼西亞財政部長列表）
- 伊拉克：伊拉克財政部（英语：Ministry of Finance (Iraq)）
- 愛爾蘭：愛爾蘭財務部
- 以色列：以色列財政部
- 義大利：意大利經濟財政部
- 牙买加：牙買加財政部（英语：Cabinet of Jamaica）
- 日本：財務省
- 黎巴嫩：黎巴嫩財政部（英语：Ministry of Finance (Lebanon)）
- 立陶宛：立陶宛財政部
- 马来西亚：馬來西亞財政部
- 馬爾他：馬爾他財政部長列表（英语：List of Finance Ministers of Malta）
- 墨西哥：墨西哥財政和公信部秘書處（西班牙语：Secretaría de Hacienda y Crédito Público (México)）
- 蒙特內哥羅：黑山财政部（英语：Ministry of Finance (Montenegro)）
- 荷蘭：荷蘭財政部
- 新西兰：新西兰财政部长（英语：Minister of Finance (New Zealand)）
- 挪威：挪威財政部
- 巴基斯坦：巴基斯坦财政部（英语：Ministry of Finance (Pakistan)）
- 中华人民共和国：中华人民共和国财政部
  -  香港特別行政區：香港财政司司長 → 財經事務及庫務局
  -  澳門特別行政區：澳門經濟財政司 → 澳門財政局
- 秘魯：秘魯財政部（西班牙语：Ministerio de Economía y Finanzas del Perú）
- 菲律賓：菲律賓財務部（英语：Department of Finance (Philippines)）
- 波蘭：波蘭財政部（波兰语：Ministerstwo Finansów）
- 羅馬尼亞：公共財政部（羅馬尼亞語：Ministerul Finanțelor Publice (România)）
- 俄羅斯：俄羅斯聯邦財政部
- 萨摩亚: 薩摩亞財政部
- 塞爾維亞：塞爾維亞外交部長（英语：Minister of Finance (Serbia)）
- 新加坡：新加坡財政部
- 南非：南非財政部長（英语：Minister of Finance (South Africa)）
- ：大韓民國企劃財政部
- 苏联：蘇聯財政部
- 西班牙：西班牙經濟和財政部
  -  加利西亞：加利西亞財政部
- 瑞典：瑞典财政部（英语：Ministry of Finance (Sweden)）
- 瑞士：瑞士聯邦財政部
- 中華民國：中華民國財政部
- 泰國：泰國財政部
- 土耳其：土耳其財政部（土耳其語：Türkiye Cumhuriyeti Maliye Bakanlığı）
- 乌干达：乌干达财政、计划和经济发展部（英语：Ministry of Finance, Planning and Economic Development (Uganda)）
- 英国：英国财政部
  -  北爱尔兰：北愛爾蘭财政和人事部（英语：Department of Finance and Personnel）
  -  苏格兰：蘇格蘭財政、就業和可持續增長內閣秘書（英语：Cabinet Secretary for Finance, Employment and Sustainable Growth）
  -  ：威爾斯財政國務大臣（英语：Minister for Finance (Wales)）
- 乌拉圭：烏拉圭經濟和財政部長列表（西班牙语：Ministerio de Economía y Finanzas de Uruguay）
- 美国：美國财政部
- 越南共和国：越南共和國財政部
- 越南：越南財政部